# Кейп-Код (залив)
Залив Кейп-Код (англ. Cape Cod Bay) — крупный, хорошо защищённый залив на северо-восточном побережье США, омывающий побережье штата Массачусетс. Залив Кейп-Код является самой южной частью залива Мэн, соединяющегося с Атлантическим океаном. Площадь поверхности — 1564 км², наибольшая глубина — 63 м.

## География

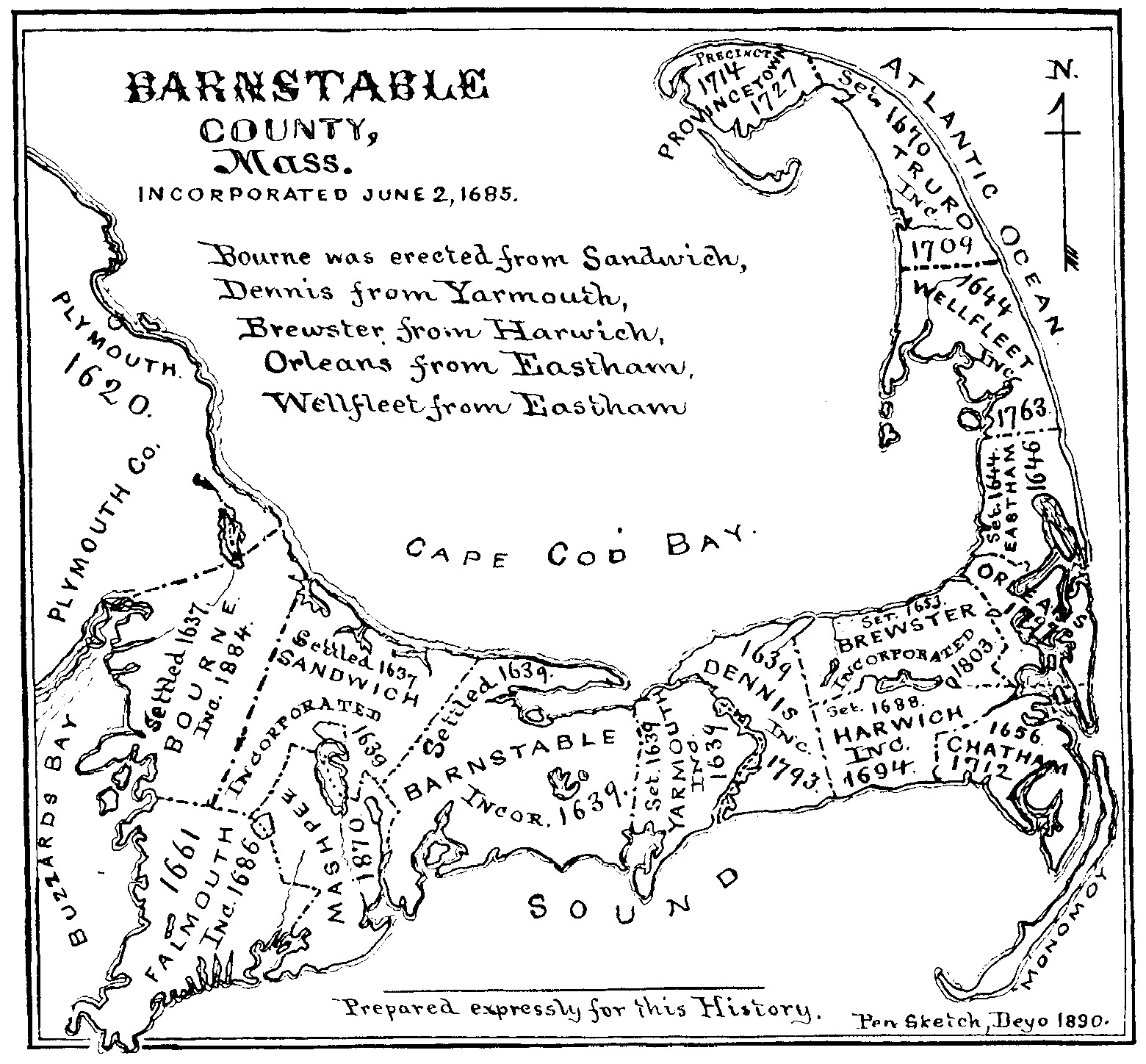
Карта округа Барнстабл 1890 года с указанием залива Кейп-Код

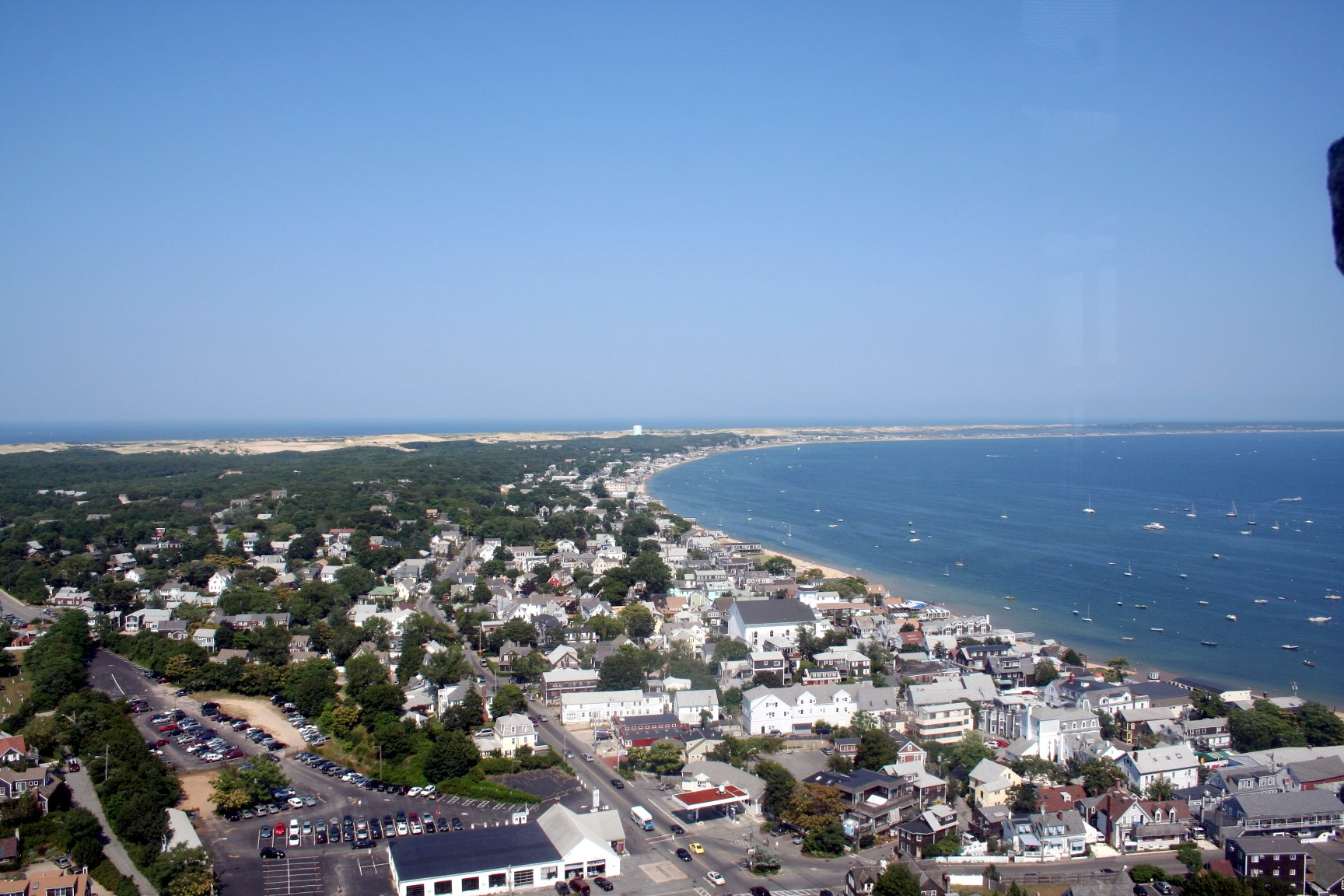
Вид на Провинстаун и залив Кейп-Код с Пилигримского монумента

Залив Кейп-Код ограничен с востока и юга изогнутым контуром мыса Кейп-Код (округ Барнстабл, Массачусетс), у самой северной точки которого со стороны залива находится город Провинстаун и одноимённая бухта. С западной стороны находится берег округа Плимут, включая сам город Плимут. С севера находится залив Массачусетс, который выходит в открытый океан. Оба залива (и Кейп-Код, и Массачусетс) составляют южную часть залива Мэн. Иногда залив Кейп-Код рассматривается как составная часть залива Массачусетс.
У своего основания мыс Кейп-Код отделён от континентальной части каналом Кейп-Код длиной (вместе с углублёнными подходами) 28 км (по другим данным, 24 км), который соединяет залив Кейп-Код с заливом Баззардс (Buzzards Bay). Этот канал сокращает морской путь из Бостона в Нью-Йорк на 120 км.

## История
Предположительно первой европейской экспедицией, которая открыла полуостров Кейп-Код, была французская экспедиция под руководством итальянского мореплавателя Джованни да Верраццано (Giovanni da Verrazzano) в 1524 году. Название Кейп-Код («мыс трески́») было дано полуострову английским исследователем Бартоломью Госнольдом (Bartholomew Gosnold) в 1602 году. От этого и произошло название залива.
В ноябре 1620 года у бухты мыса Кейп-Код (там, где сейчас находится Провинстаун) провели пять недель отцы-пилигримы, приплывшие из Англии на корабле «Мэйфлауэр». В день прибытия на Кейп-Код они приняли «Мэйфлауэрское соглашение» (англ. Mayflower Compact), ставшее одним из первых символов независимого уклада жизни колонистов. После этого они пересекли залив Кейп-Код и прибыли к месту расположения Плимутской колонии на западной стороне залива — туда, где сейчас находится Плимут.
15 июля 1970 года заливу Кейп-Код был присвоен статус океанического заповедника штата (англ. State Ocean Sanctuary).